# Куротаки
Куротаки (яп. 黒滝村 Куротаки-мура) — село в Японии, находящееся в уезде Йосино префектуры Нара. Площадь села составляет 47,71 км², население — 738 человек (1 августа 2014), плотность населения — 15,47 чел./км².

## Географическое положение
Село расположено на острове Хонсю в префектуре Нара региона Кинки. С ним граничат город Годзё, посёлки Ёсино, Симоити и сёла Каваками, Тенкава.

## Население
Население села составляет 738 человек (1 августа 2014), а плотность — 15,47 чел./км². Изменение численности населения с 1980 по 2005 годы:
| 1980 | 1788 чел. |  |
| 1985 | 1550 чел. |  |
| 1990 | 1472 чел. |  |
| 1995 | 1324 чел. |  |
| 2000 | 1194 чел. |  |
| 2005 | 1076 чел. |  |